# Anders Sellström
Anders Sellström (ur. 19 marca 1964 w Lycksele) – szwedzki polityk i ekonomista, deputowany do Riksdagu, poseł do Parlamentu Europejskiego VIII kadencji.

## Życiorys
Z wykształcenia ekonomista, absolwent Uniwersytetu w Umeå. Prowadził początkowo własną działalność gospodarczą. Zaangażował się w działalność polityczną w ramach Chrześcijańskich Demokratów. W latach 1998–2010 związany z samorządem miejscowości Umeå.
W latach 2010–2014 wykonywał mandat deputowanego do Riksdagu. Później zatrudniony w administracji regionu Västerbotten. W 2014 z ramienia swojego ugrupowania kandydował do Europarlamentu. Mandat posła do PE VIII kadencji objął w październiku 2018, zastępując Larsa Adaktussona. Dołączył do frakcji Europejskiej Partii Ludowej.